# محمد علي طه الدرة
محمد علي بن طه الدُّرَّة (1926 - 19 ديسمبر 2007) هو عالم إسلامي وكاتب سوري.

## نشأته ودراسته
ولد في قرية تل الذهب في حمص. ودُرَّة هي جدة والده حفظ القرآن الكريم في كتاب القرية في سن السابعة، ثم بدأ بتعلُّم الكتابة (الخط) والتجويد ومبادئ الحساب، ليتخرج بعدها من المكتب وعمره تقريبا اثنا عشر عاما، وذلك عام 1937. عمل بالزراعة مع أهله، حتى بلغ الثانية والعشرين من عمره.
التحق بالمعهد الشرعي في حمص عام 1947 م، وعمره اثنان وعشرون عاماً، ونقل بعد حوالي شهر من انتسابه للمعهد إلى الصف الثاني مراعاة لسنه. كان يتلقى دروسا خاصة في النحو (خارج وقت الدوام) ليستطيع مجاراة طلاب الصف، فاستفاد كثيرا من الشيخ وصفي مسدي (وكان يذهب إليه في مسجده «جامع القاسمي» يومياً بعد صلاة العصر)، وعشق النحو على يديه. وقبل انتقاله إلى الصف الرابع من المعهد، نقص عدد الطلاب، فأعلنت الإدارة أنها ستدمج الصف الرابع مع الخامس بصف واحد لقلَّة العدد في الصفين، فكثف الجهود وحصل الدروس، حتى تخرج من المعهد عام 1950 م بعد أن مكث فيه ثلاث سنوات اجتاز خلالها خمس سنوات دراسية.
بعد تخرُّجه من المعهد، ذهب إلى قرية تلعمري (شرق مدينة حمص) ليعمل بها إماماً وخطيباً. وبعد سنة من العمل الدعوي هناك تزوج من بيت معروف بالتدين عام 1951 م.
اتجه إلى الدراسة (العصرية) (دراسة خاصَّة في المنزل والامتحان آخر العام لدى مديرية المعارف)، فحصل على الشهادة الابتدائية عام ١٩٥٢ م، ثم الشهادة المتوسطة 1954 م، ثم أقبل على القراءة الذاتية وانكب على مطالعة أمهات الكتب (في النحو بالذات) قراءةً وحفظَ متون ومنظومات، والاطلاع على الشروح والحواشي، إضافة إلى مناحي العلم الشرعي الأخرى، ومكث على ذلك مدة خمسة عشر عاماً تقريباً قبل أن يبدأ التأليف. وفي آخر سني عمره عين مدرساً في المرحلة الابتدائية ثم الإعدادية. وبعد ثماني سنوات انتهت علاقته بوزارة التربية لبلوغه السن القانونية، فعمل مدرسا دينيا تابعا للإفتاء. ظل في هذه الوظيفة إلى أن أقعده الهرم، فتقدم باستقالته.

## وفاته
توفي في ذي القعدة 1428، ديسمبر 2007 وصلي عليه في مسجد خالد بن الوليد في مدينة حمص ودفن في حي دير بعلبة الذي قضى فيه معظم حياته.

## مؤلفاته
1. فتحُ القريبِ المُجيب إعراب شواهد مُغْني اللبيب. طبع في أربعة أجزاء، في مطبعة الأندلس بفي دمشق. وكانت خطته في الكتابة أن يقدِّم بحثاً موجزاً عن كل أداة من الأدوات التي بحث فيها ابن هشام وفصَّل الكلام فيها، ثم يبدأ بشواهد كل أداة، وفق ترتيب المصنف بأن يعزو الشاهد لقائله بعد البحث والتمحيص في الدواوين وكتب الأدب، ثم يشرح معاني الكلمات الغربية من كتب اللغة، وإذا كان من قصة أدبية مرافقة للبيت ذكرها ترويحاً عن نفس القارئ وتشويقاً له، ثم يبدأ بالإعراب التفصيلي للبيت مع تقليب وجوه الألفاظ، إن وجدت، ثم يعود لتثبيت موضع الاستشهاد في البيت. وهذه كانت خطته في جميع الشواهد التي أعربها فيما بعد، كشواهد جامع الدروس العربية، وشواهد همع الهوامع.
2. فتحُ ربِّ البَرِيّة إعراب شواهد جامع الدروس العربية للغلاييني: جزءان في مجلد واحد.
3. فتحُ الكبير المتَعالِ إعراب المعلقات العشر الطوال: طُبع في مجلدين.
4. قواعد اللغة العربية (تأليف: حفني بك ناصف, محمد بك دياب, الشيخ مصطفى طموم, محمود أفندي عمر, سلطان محمد): شرَحه وعلّق عليه وأعرب أمثلته وشواهده. طبع بمكتبة الغزالي بدمشق.
5. تفسيرُ القرآن الكريم وإعرابُه وبيانُه: وهو أنفَسُ كتبه وأضخمها، طُبع في دمشق، في خمسة عشر مجلداً [توسع بالتفسير ليساعد على فهم المعنى، كما قدَّم وجوه الإعراب الممكنة لكل كلمة وبخاصة عند تعدد وجوه القراءات التي تنتج وجوهاً إعرابية متعددة، وقد اعتمدته مكتبة لبنان فيما بعد كأحد المراجع لإصدار معجم إعراب القرآن الكريم الذي قدم له شيخ الأزهر.
6. إعراب شواهد «همع الهوامع». لا زال مخطوطاً ولم يطبع.